# Nauru na igrzyskach Wspólnoty Narodów
Nauru zadebiutowało na igrzyskach Wspólnoty Narodów w 1990 roku na igrzyskach w Auckland i od tamtej pory reprezentacja wystartowała we wszystkich organizowanych zawodach. Wszystkie zdobyte medale zostały zdobyte przez sztangistów. Najwięcej medali (15) reprezentacja wywalczyła podczas igrzysk w Manchesterze.

## Klasyfikacja medalowa
| Igrzyska          | Złoto | Srebro | Brąz | Razem |
| ----------------- | ----- | ------ | ---- | ----- |
| 1990 Auckland     | 1     | 2      | 0    | 3     |
| 1994 Victoria     | 3     | 0      | 0    | 3     |
| 1998 Kuala Lumpur | 3     | 0      | 0    | 3     |
| 2002 Manchester   | 2     | 5      | 8    | 15    |
| 2006 Melbourne    | 0     | 1      | 1    | 2     |
| 2010 Nowe Delhi   | 1     | 1      | 0    | 2     |
| Razem             | 10    | 9      | 9    | 28    |

### Według dyscyplin
| Dyscyplina        | Złoto | Srebro | Brąz | Razem |
| ----------------- | ----- | ------ | ---- | ----- |
| Podnoszenie cięż. | 10    | 9      | 9    | 28    |